# Asiatische Buschmücke
Die Asiatische Buschmücke (Aedes (Hulecoeteomyia) japonicus, auch Japanischer Buschmoskito, Synonyme seit 2006 Hulecoeteomyia japonica, davor Ochlerotatus japonicus, früher Aedes (Finlaya) japonicus) ist eine ursprünglich in Japan, Korea und Südchina beheimatete Stechmückenart, die als Überträger von Krankheitserregern wie dem West-Nil-Virus und von verschiedenen Arten von Enzephalitis-Viren für den Menschen bedeutsam ist.

## Merkmale
Die Mücke ist dunkel- bis schwarzbraun und hat auffällige silbrig-weiße Querstreifen am Körper und auf den Beinen. Sie ähnelt dabei der Asiatischen Tigermücke (Aedes (Stegomyia) albopictus) aus Südostasien, die aber eine schwarze Körperfärbung und glänzend weiße Querstreifen besitzt. Die Fühler (Antennen) der Asiatischen Buschmücke sind sehr kurz, viel kürzer als der Kopf, mit mehreren kurzen Büscheln in der Mitte des Schafts. Über den Körper verlaufen helle Längsstreifen.

## Verbreitung
Die Asiatische Buschmücke wurde als Neozoon in Nordamerika und Europa eingeschleppt. Da sie auch in den kühleren Gebieten Japans und Chinas beheimatet ist, konnte sie auch in den nördlichen Breiten anderer Kontinente überleben. 1998 wurde sie im Osten der USA nachgewiesen, wo sie sich bis 2009 in 22 Bundesstaaten einschließlich Hawaiis verbreitete, ab 2003 wurde sie auch in Kanada beobachtet.
An den Orten, an denen die Asiatische Buschmücke nachgewiesen wurde, ist sie häufiger zu finden als die europäische Stechmückenart Culex pipiens. Dies deutet darauf hin, dass sie heimische Mückenarten verdrängen kann. Dies wurde in Nordamerika bei der dort heimischen Aedes atropalpus nachgewiesen.
2000 wurde in Frankreich eine kleine Population entdeckt, deren Larven in einer Lieferung gebrauchter Autoreifen lebten, ihre Verbreitung konnte jedoch gestoppt werden. 2002 wurden in Belgien ebenfalls zwei Vorkommen in Reifenstapeln beobachtet, es ist möglich, dass sich diese Populationen weiterverbreitet haben. Im Juli 2008 wurde ein Exemplar aus dem Kanton Aargau an das Institut für Parasitologie der Universität Zürich gesandt, wo eine Untersuchung über die Verbreitung der Asiatischen Buschmücke in der nördlichen Schweiz begonnen wurde. Im schweizerischen Aarau haben sich 2015 in einem Garten in einem Sammelbecken von Regenwasser Larven der Buschmücke entwickelt. Die Mücken wurden untersucht, um Asiatische Tigermücken auszuschließen. Da sich in der Nähe der Flughäfen in der Schweiz keine größere Besiedlungsdichte fand, wird angenommen, dass die Mücke wahrscheinlich ebenfalls mit Altreifen, in denen sie brütet, wenn diese mit Regenwasser gefüllt sind, in die Schweiz kam.
In Deutschland leben derzeit mindestens 49 Stechmückenarten. Drei der Arten wurden erst nach 2007 in Deutschland gefunden: die Asiatische Tigermücke, die Asiatische Buschmücke und Culiseta longiareolata. Der Direktor der Kommunalen Arbeitsgemeinschaft zur Bekämpfung der Stechmückenplage (KABS) vermeldete im Frühjahr 2011, dass Aedes japonicus in Süddeutschland zwischen Lörrach und dem Bodensee in 50 von 155 untersuchten Gemeinden und in Lagen bis zu 1.000 Metern Höhe nachgewiesen wurde.
Im Sommer 2012 wurden auch in der Gegend zwischen Köln und Koblenz Asiatische Buschmücken nachgewiesen, im Frühjahr 2013 in Ostwestfalen und Niedersachsen eine Einschleppung 2012 oder früher.
Im Zuge der Entdeckung der Asiatischen Buschmücke in Luxemburg im Jahr 2018 wurde deren Verbreitung in einer östlich an Deutschland angrenzenden Region nachgewiesen, die ca. 1/5 der Landesfläche ausmacht. Auch wurden Vorkommen im Grenzgebiet in Rheinland-Pfalz und Lothringen nachgewiesen, sodass eine Ausbreitung der Art von Osten nach Westen angenommen wird.
Auf der Suche nach Vorkommen der Asiatischen Tigermücke wurden im Frühjahr 2020 in Weil am Rhein stattdessen einige Exemplare der Asiatischen Buschmücke gefunden.

## Systematik und Taxonomie
Innerhalb der Sammelgattung Aedes wurde die Asiatische Buschmücke zur Untergattung Finlaya gezählt. Im Jahr 2000 wurde die gesamte Untergattung von John E. Reinert zusammen mit zahlreichen anderen Aedes-Arten in die neu eingerichtete Gattung Ochlerotatus gestellt. 2004 wurde ein Teil der Untergattung Finlaya von John F. Reinert, Ralph E. Harbach und Ian J. Kitching zur Gattung erhoben. Die neue Gattung umfasste aber nur die Artengruppe um Finlaya kochi, die Asiatische Buschmücke verblieb mit anderen Arten der früheren Untergattung Finlaya innerhalb der Gattung Ochlerotatus. 2006 legte dasselbe Autorenteam eine Arbeit vor, in der speziell die Stellung der früheren Untergattung Finlaya innerhalb der Tribus Aedini untersucht wurde. In dieser Publikation wurde vorgeschlagen, die Asiatische Buschmücke zusammen mit anderen Arten in die Gattung Hulecoeteomyia zu stellen. Der neue Name Hulecoeteomyia japonica fand jedoch wenig Verbreitung. Eine Suche bei Google Scholar im Oktober 2012 ergab nur 13 Ergebnisse für den neuen Namen, jedoch etwa 1800 Treffer für Aedes japonicus und etwa 900 Treffer für Ochlerotatus japonicus. Eine Suche anderer Autoren im Web of Science ergab zwischen dem Zeitpunkt der Umbenennung im Jahr 2006 und September 2014 keine Verwendung für Hulecoeteomyia japonica im Titel oder im Thema wissenschaftlicher Arbeiten, 72 Treffer für Ochlerotatus japonicus und 102 Treffer für Aedes japonicus. Letztlich wurde die Art wieder in Aedes japonicus umbenannt. Hulecoeteomyia wurde als Untergattung beibehalten.

### Unterarten
Aus dem Ursprungsgebiet in Asien sind vier Unterarten bekannt:
- Aedes japonicus japonicus aus der palaearktischen Region Japans und aus Korea
- Aedes japonicus yaeyamensis von den Ryūkyū-Inseln
- Aedes japonicus amamiensis ebenfalls von den Ryūkyū-Inseln
- Aedes japonicus shintiensis aus Taiwan